# Ray Victory
Ray Victory (ur. 2 listopada 1960 w Houston, zm. 31 sierpnia 2016 w Danii Południowej) – amerykański aktor pornograficzny.

## Życiorys

### Wczesne lata
Urodził się w Houston w Teksasie. Miał czterech braci i dwie siostry. Na początku lat 80. dostał pracę jako striptizer w damskim klubie w Hollywood. Po kilku latach tańca, postanowił spróbować swoich sił w rozwijającym się biznesie porno. Pracował w branży przez 11 lat, mając na swoim koncie ponad 400 tytułów.

### Kariera
W 1984, gdy miał 24 lata zadebiutował w filmie porno Blacks and Blondes 2. Współpracował z najlepszymi wówczas producentami, takimi jak Wet Video, Arrow Productions, Leisure Time Entertainment i Pleasure Productions. 
Wystąpił m.in. w filmach Rona Jeremy’ego How to Get Ahead (1988) i Precious Gems (1988), uhonorowanym nagrodą Adam Film World Awards Night Trips 1 (1989), parodii porno Wożąc panią Daisy - Driving Miss Daisy Crazy (1990), a także: Queen of Spades (1986), Harlem Candy (1987), The Godmother (1987), Oral Majority Black 2 (1988), Welcome to the House of Fur Pi (1989), Hot Buns (1989), Haunted Passions (1990) czy Black Pack, Vol. 10 (1995). Wziął też udział w scenie masturbacji w Stud Squad (1989) i Black Champions (2002). 
W 2008 znalazł się na liście finalistów alei sław Urban Spice Hall of Fame. W 2021 zajął trzecie miejsce na liście HotMovies.com „30 wpływowych i kultowych czarnych gwiazd porno”.

## Życie prywatne
9 listopada 1982 ożenił się z Karen Lynette Birotte, z którą miał syna Erwina R. Visera, Jr. (ur. 2 grudnia 1983). Jednak doszło do rozwodu. Z nieformalnego związku miał też córkę. 31 maja 1990 w Las Vegas poślubił duńską aktorkę porno i modelkę Jean Afrique, ulubienicę Roku 1983 magazynu „Penthouse”. Zaraz potem para opuściła branżę i przeniosła się do Roskilde w Danii. Mieli dwóch synów: Phillipé’a Visera (ur. 7 lutego 1992) i Barry’ego Lou, których władze postanowiły umieścić w rodzinie zastępczej. 29 lipca 2011 w Køge Jean Afrique zmarła na zawał mięśnia sercowego.
31 sierpnia 2016 w wieku 55. lat Ray Victory zmarł na zawał mięśnia sercowego.

## Nagrody i nominacje
| Rok  | Nagroda            | Kategoria                                                         | Film                                            | Pozostali wykonawcy                                                                             | Rezultat  |
| ---- | ------------------ | ----------------------------------------------------------------- | ----------------------------------------------- | ----------------------------------------------------------------------------------------------- | --------- |
| 1989 | AVN Award          | Najlepszy aktor drugoplanowy scena w filmie pełnometrażowym wideo | Dave w Catwoman (1988), reż. John Leslie        | –                                                                                               | Nominacja |
| 1991 | AVN Award          | Najlepszy film wideo                                              | Beauty And The Beast 2 (1990), reż. Paul Thomas | Victoria Paris, Rachel Ryan, Dizzy Blonde, John Leslie, Chaz Vincent, Ariel Knight i Randy West | Wygrana   |
| 2008 | Urban Spice Awards | Urban Spice Aleja Sław (Hall of Fame)                             | –                                               | –                                                                                               | Wygrana   |